# 邢希古
邢希古，辽朝官员。
辽道宗咸雍七年（宋哲宗熙宁四年、1071年）十二月，遼道宗遣高州觀察使耶律紀，崇祿少卿、史館修撰邢希古；太后遣安復軍節度使耶律德誠，海州團練使馬諲到北宋开封府賀正旦。大安二年（1086年），邢希古官至大中大夫、充昭文馆直学士、知诸宫制置使、护军，开国侯，撰写易州太宁山净觉寺碑。邢希古后来担任燕京副留守，大安五年（宋哲宗元祐四年、1089年）年底，宋朝使臣苏辙初至燕京，副留守邢希古相接送。